# Zeche Heinrich Wilhelm
Die Zeche Heinrich Wilhelm war ein Steinkohlenbergwerk im Hattingener Stadtteil Bredenscheid. Das Bergwerk hat eine über 80-jährige Geschichte, in dieser Zeit war es aber nur etwa 20 Jahre in Betrieb. Über das Bergwerk ist nur wenig bekannt.

## Bergwerksgeschichte
Am 25. August des Jahres 1819 wurde ein Längenfeld verliehen. Im Jahr 1833 wurden zunächst Schürfarbeiten getätigt und ein Stollen angesetzt. Im Jahr 1835 war Schacht Wille in Betrieb, in diesem Jahr wurden 806 Tonnen Steinkohle gefördert. Im Jahr 1837 wurde mit 5885½ preußischen Tonnen Steinkohle die maximale Förderung des Bergwerks erzielt. Im Jahr 1840 war Schacht Wille wieder in Förderung, es wurden 2583 preußische Tonnen Steinkohle gefördert. Aus dem Jahr 1842 stammen die letzten bekannten Förderzahlen, es wurden 3183 preußische Tonnen Steinkohle gefördert. Ab September des darauffolgenden Jahres wurde die Zeche in Fristen gestellt. Ab dem 14. August des Jahres 1862 wurde die Zeche Heinrich Wilhelm für bergfrei erklärt. Im Jahr 1901 wurde die Zeche Heinrich Wilhelm durch die Westfälischen Kohlenwerke erworben.